# Fishes (The Bear)
«Fishes» —en español: «Peces»— es el sexto episodio de la segunda temporada de la serie de televisión de comedia dramática The Bear. Se emitió en FX on Hulu el 23 de junio de 2023, junto con el resto de la temporada. El episodio, de 66 minutos, fue escrito por el creador de la serie Christopher Storer y la productora ejecutiva Joanna Calo, y dirigida por Storer.
El episodio fue elogiado por las grandiosas actuaciones de su elenco. También fue percibido como un episodio de gran intensidad, y fue frecuentemente comparado con el episodio de la temporada 1 «Review».

## Argumento
Aproximadamente cinco años antes de la esperada inauguración de The Bear, Carmy regresa de Copenhague para celebrar la Navidad con sus seres queridos. Durante este tiempo, Natalie expresa su preocupación por el bienestar de su madre Donna, lo que hace que Carmy y Michael le adviertan de que no haga nada que pueda molestarla.
En la cocina, Donna prepara frenéticamente una comida basada en la Fiesta de los Siete Peces mientras bebe varias botellas de vino. Carmy y otros intentan echar una mano, pero la tarea resulta cada vez más difícil. Mientras tanto, Tiffany, la mujer embarazada de Richie, cae enferma, lo que le obliga a cuidar de ella y a reflexionar sobre su futuro. En busca de empleo, Richie se acerca a Cicero y le pide trabajo.
Carmy se enfada cuando Michael, Richie y su primo Stevie mencionan casualmente haberse encontrado con Claire, su amor de la secundaria, lo que le hace sentirse burlado. Para aumentar la tensión, el esposo de Natalie, Pete, llega con una cazuela de atún, apodándolo el «octavo pescado», para consternación de todos. Al darse cuenta de la aversión de Donna, Natalie se deshace discretamente de la cazuela antes de que Donna la vea.
Mientras el grupo espera ansioso la cena, se produce un animado debate sobre el origen de la tradición de los Siete Peces. Los ánimos se caldean, sobre todo entre Michael y su tío Lee. Al final, Donna termina de cocinar, pero cada vez está más emocionada y ebria. Carmy la reafirma en su valor y aprecio.
Reunidos alrededor de la mesa, Cicero ofrece oficialmente un trabajo a Richie, lo que supone un cierto alivio. Sin embargo, las tensiones aumentan cuando Lee intenta relatar el origen de la tradición de los Siete Peces, lo que lleva a Michael, bajo los efectos de las drogas, a lanzarle un tenedor. La situación se recrudece cuando los demás intentan intervenir.
De repente, Donna entra en el comedor, provocando una pausa momentánea. Stevie improvisa y dice las gracias en un intento de calmar la creciente tensión. Por desgracia, el estado emocional de Donna empeora, lo que lleva a Natalie a preguntar por su bienestar. Esta pregunta desencadena un arrebato emocional de Donna, que se marcha abruptamente.
En medio del caos, Michael lanza otro tenedor a Lee, lo que provoca un altercado físico. Sin embargo, la conmoción se interrumpe cuando Donna choca inesperadamente su auto contra el comedor, poniendo fin a la tumultuosa velada. Michael golpea la puerta gritando a Donna que salga del coche, mientras Carmy y Natalie observan el caos.

## Producción

### Desarrollo
El episodio fue dirigido por el creador de la serie Christopher Storer y escrito por Joanna Calo y Storer. Fue el cuarto trabajo como guionista de Calo y el octavo como director de Storer.

### Rodaje
Jeremy Allen White dijo del gran número de grandes nombres en el plató, que no había egos de por medio y que la producción fue rápida y sin problemas. Ebon Moss-Bachrach dijo que había mucha camaradería entre las estrellas invitadas en el plató, y más tarde pasó a elogiar la capacidad interpretativa de Jamie Lee Curtis y su actuación en el episodio.
Chris Witaske, que interpreta al novio de «Sugar», dijo que la preparación del episodio fue más caótica que la del resto de la serie, sobre todo debido a la gran cantidad de diálogos duales en el guion.
Storer reveló que a Jon Bernthal se le dio originalmente un tenedor de goma de atrezzo para que se lo lanzara a Bob Odenkirk durante la escena de la discusión de la cena, pero que luego se sustituyó por un tenedor de plástico para que Bernthal pudiera «azotarlo» mejor para la cámara.

## Recepción
GQ describió al episodio como el episodio más destacado de la segunda temporada, elogiando al elenco. Brady Langmann de Esquire describió el episodio como «uno de los mejores del año».
Los Angeles Times elogió el episodio y la interpretación de Jamie Lee Curtis del «notable personaje» Donna. Varios críticos pidieron inmediatamente que su meritoria actuación fuera reconocida con un Emmy.
Melanie McFarland de Salon.com elogió la capacidad del episodio para resolver cuestiones argumentales y temáticas sin perder la intensidad por la que es conocida la serie. Vulture calificó el episodio de «absolutamente agotador de ver» y dijo que «tanto la escritura como la ejecución de 'Fishes' hablan de lo bien que The Bear es capaz de caminar por su cuerda floja dramática, y cuando llegue la temporada de los Emmy 2024, sabes que todos los involucrados en este episodio van a limpiar el infierno».

### Premios y reconocimientos
| Premiación                                                  | Categoría                          | Nominado(s)                      | Resultado | Ref.   |
| ----------------------------------------------------------- | ---------------------------------- | -------------------------------- | --------- | ------ |
| Premios del Sindicato de Directores de América              | Mejor Dirección - Serie de comedia | Christopher Storer               | Ganador   | [ 14 ] |
| Premio del Sindicato de Guionistas de Televisión de América | Episodio de comedia                | Joanna Calo y Christopher Storer | Nominados | [ 15 ] |